# Fédération luxembourgeoise de basket-ball
La Fédération luxembourgeoise de Basket-ball (ou FLBB) est une association, fondée en 1934, chargée d'organiser, de diriger et de développer le basket-ball au Luxembourg.
La FLBB représente le basket-ball auprès des pouvoirs publics ainsi qu'auprès des organismes sportifs nationaux et internationaux et, à ce titre, le Luxembourg dans les compétitions internationales. Elle défend également les intérêts moraux et matériels du basket-ball luxembourgeois. Elle est affiliée à la FIBA depuis 1934, ainsi qu'à la FIBA Europe.